# Baykar Bayraktar TB2
Bayraktar TB2 er en UAV (en "drone"), der fremstilles af den tyrkiske virksomhed Baykar. Bayraktar TB2 er designet til at kunne gennemføre rekognoscering og kan bevæbnes til at udføre angreb på fjendtlige styrker. UAV'en har en lang rækkevidde og kan flyve kontrolleret fra jorden eller i henhold til forudprogrammering.
Våbensystemet er blevet rost for sine egenskaber af både tyrkiske og udenlandske eksperter. Bayraktar TB2 blev benyttet med succes under krigen i Nagorno-Karabakh i 2020 og er også blevet anvendt med succes af de ukrainske styrker mod den russiske hær under Ruslands invasion af Ukraine i 2022, hvor adskillige panserkøretøjer er blevet ødelagt af systemet.

## Udvikling
Udviklingen af Bayraktar TB2 er blevet forsinket af et amerikansk forbud mod eksport af dele til programmet på grund af frygt for, at våbensystemet vil blive anvendt mod kurdere i og udenfor Tyrkiet. 
Bayraktar TB2 er en videreudvikling af Bayraktar TB1, der første gang blev leveret til den tyrkiske hær i 2011. TB2 fløj første gang i august 2014. Ifølge den britiske avis The Guardian er TB2' våbensystemer udviklet bl.a. baseret på britisk våbenteknologi. hvilket imidlertid er benægtet fra tyrkisk side. Flere rapporter dokumenterer dog, at TB2 anvender et britisk produceret våbensystem.
I 2020 blev det konstateret, at TB2 også benytter canadisk teknologi (Wescam CMX-15D), da Armenske styrker nedskød en TB2 under konflikten med Aserbajdsjan. Eksporten af det canadiske system blev herefter stoppet, og Tyrkiet valgte en anden leverandør.
Baykar har videreudviklet TB2 til en opgraderet version, TB3.

## Operationel anvendelse
TB2 benyttes af det tyrkiske militær og har været anvendt i kamp mod kurdiske styrker i Irak og Syrien.
Tyrkiet har endvidere benyttet TB2 med stor succes mod syriske regeringsstyrker under krigen i Syrien. Under en enkelt uges angreb på syriske militærkøretøjer lykkedes det TB2'erne at ødelægge 73 syriske panserkøretøjer.
TB2 benyttes endvidere flittigt af Libyens regering under den verserende (2022) borgerkrig i landet.
TB2 blev benyttet med stor succes under Aserbajdsjans konflikt med Armenien i 2020, hvor TB2'våbensystemet blev vurderet som en af de væsentligste årsager til Aserbajdsjans sejr i konflikten.
I januar 2019 købte Ukraines hær 12 tyrkiske Bayraktar TB2 og tre kontrolstationer til en samlet værdi af 69 million US$. Ukraine modtog de første TB2'ere i marts 2019 og efter succesfulde tests blev der bestilt yderligere TB2'ere til levering i 2020..
Under Ruslands invasion af Ukraine i 2022 benyttede Ukraine med succes TB2'ere mod russiske panserstyrker og forsyningsenheder.
Etiopien har under konflikten i Tigray tillige benyttet TB2-våbensystemer.